# Піцерія
Піцерія (від італ. pizzeria) — заклад громадського харчування, що спеціалізується на приготуванні піци. Кухар, який виготовляє піцу, називається піцайоло.

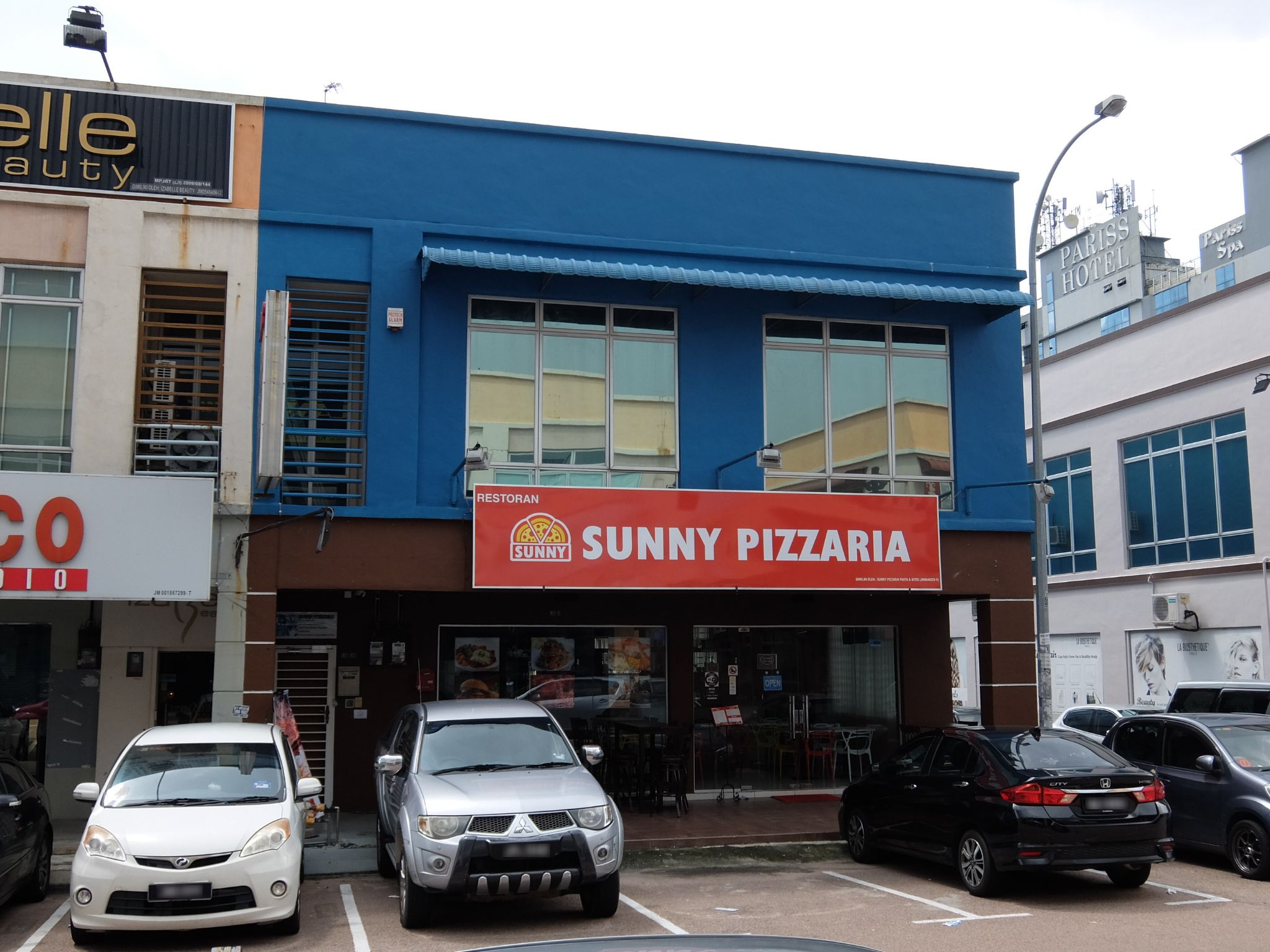
Піцерія

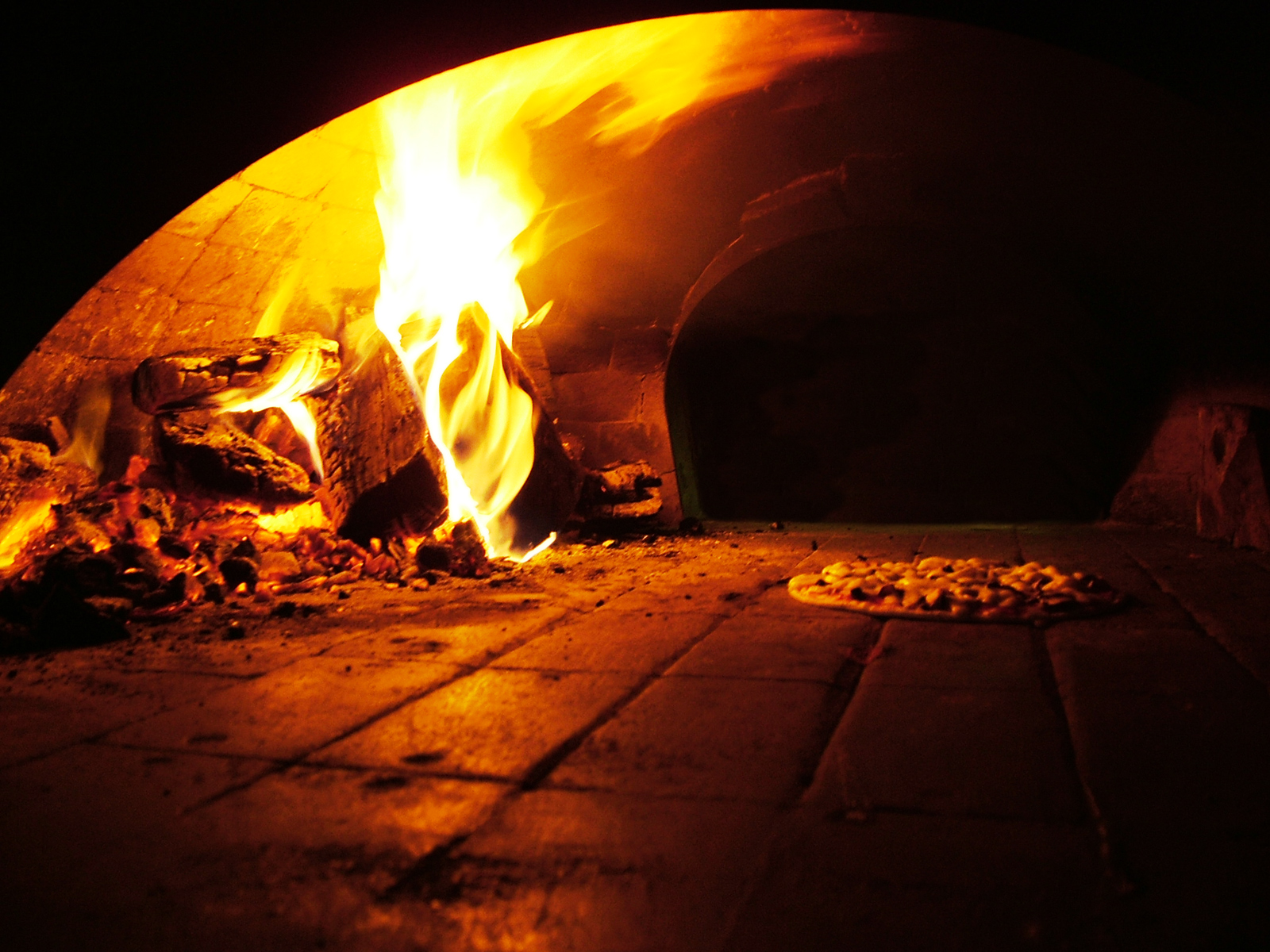
Дров'яна піч

Для випічки справжньої піци в піцерії користуються традиційною дров'яною піччю, топка якої вимурувана із туфу (вулканічна порода), у формі півкулі, жар в якій розподіляється рівномірно, а дим виходить через загрузочний отвір. Легкий димок, що виходить від палаючих полін, надає піці ніжний та легкий копчений смак.
Сучасні печі викладають з деталей, виготовлених зі спеціальних сортів кераміки. Поза межами Італії, як дешева альтернатива дров'яної печі, використовують електропечі. Головна технологічна відмінність зумовлена печами — в смакових якостях та різниці температури приготування — справжня дров'яна піч розігрівається приблизно до 300–350 °C в якій піца готується буквально за кілька хвилин, електропечі розігріваються не більше стандартних 250–300 °C і відповідно піца готується довше.